# Willi Ziegler
Pour les articles homonymes, voir Ziegler.
 (juillet 2023).
Willi Ziegler, né le 13 mars 1929 à Villingen, en Hesse et décédé le 8 août 2002, est un paléontologue allemand.

## Publications
- (en) « Ctenognathodus Fay, 1959 ou Spathognathodus Branson & Mehl, 1941 ? », Journal of Paleontology, vol. 35, no 6,‎ novembre 1961, p. 1236-1238 (lire en ligne).
- Die Palmatolepis glabra-Gruppe (Conodonta) nach der Revision der Typen von Ulrich & Bassler durch JW Huddle. Fortschritte in der Geologie von Rheinland und …, 1969.
- (de) « Eine neue Conodonten fauna aus dem höchsten Oberdevon », Fortschritte Geologie von Rheinland und Westfalen, no 17,‎ 1969, p. 179–191.
- (en) Igor A. Bardashev, Karsten Weddige et Willi Ziegler, « The phylomorphogenesis of some Early Devonian platform conodonts », Senckenbergiana lethaea, vol. 82, no 2,‎ décembre 2002, p. 375-451 (DOI 10.1007/BF03042946).

## Distinctions et récompenses
En 1985 il reçoit la Médaille Coke, une récompense scientifique dans le domaine de la géologie décernée par la Société géologique de Londres et en 1988 la Médaille de Pander, une récompense scientifique dans le domaine de la connaissance des conodontes, décernée par la Pander Society.